# Роберт Зеталер
Роберт Зеталер (нім. Robert Seethaler; нар. 7 серпня 1966, Відень) — австрійський письменник, сценарист, актор.

## Життєпис
Роберт Зеталер народився та виріс у Відні, навчався у школі для дітей з вадами зору. У 1998 році переїхав до Берліна та оселився у районі Кройцберг.

### Актор
Зеталер навчався у школі акторської майстерності у Відні та брав участь у багатьох кіно-, теле- та театральних проектах у Відні, Берліні, Штутгарті та Гамбурзі. Телеглядачі знають його по ролі доктора Кнайсслера у німецькому детективному серіалі «Сильна команда» (нім. Ein starkes Team). У 2015 році зіграв роль Луки Мородета у фільмі Паоло Соррентіно «Юність».

### Письменник
Зеталер написав п'ять романів. «Die Biene und der Kurt», «Die weiteren Aussichten», «Jetzt wird's ernst» та «Der Trafikant» вийшли друком у цюрихському видавництві «Kein & Aber». У 2014 році у видавництві «Hanser Berlin» був опублікований роман «Ціле життя» (нім. Ein ganzes Leben, 2014). У 2016 році його було перекладено українською.
Письменник є лауреатом багатьох літературних нагород. За його сценарієм було знято фільм «Друга жінка» (нім. Die zweite Frau, 2008). У 2009 році став лауреатом Премії Грімме (нім. Grimme-Preise).

## Відзнаки
- 2009 — Премія Грімме за сценарій до фільму «Друга жінка»
- 2015 — Премія Гріммельзгаузена (нім. Grimmelshausen-Preis) за роман «Ціле життя»[2]
- 2016 — фіналіст Міжнародної Букерівської премії («Ціле життя»)

## Переклади українською
- Зеталер, Роберт. Ціле життя / Пер. з нім. Єлени Даскал. — Харків: Віват, 2016.